# Рутавечь
Рутавечь — река в Руднянском районе Смоленской области России. Переводится с языка финно-угорских племён как «мутная вода».
Длина 45 км. Вытекает из озера Большое Рутавечь у деревни Заозерье Руднянского района. Направление течения: север. Впадает в реку Каспля у села Понизовье Руднянского района.

## Археология
На правом берегу реки Рутавечь на селище Силуяново 1 культурной группы типа Заозерье III—IV веков, развившейся на основе верхнеднепровского варианта киевской культурно-исторической общности, ведущим типом керамики оказались грубые горшки крупных размеров, которые были украшены декором в виде расчёсов гребнем. Также археологи нашли фрагменты керамики с более изящной выделкой из тонкого теста, с заглаженной поверхностью и ребрами на плечике, несколько пряслиц с широким отверстием, три обломка железных фибул и находки, датируемые XIV—XVI веками.